# Patinação de velocidade em pista curta nos Jogos Olímpicos de Inverno de 2018 - 1500 m feminino
A prova de 1500 m feminino da patinação de velocidade em pista curta nos Jogos Olímpicos de Inverno de 2018 foi disputada na Arena de Gelo Gangneung, localizada na subsede de Gangneung em 17 de fevereiro.

## Medalhistas
| Ouro   | KOR Choi Min-jeong |
| Prata  | CHN Li Jinyu       |
| Bronze | CAN Kim Boutin     |

## Recordes
Antes desta competição, os recordes mundiais e olímpicos da prova eram os seguintes:
| Tipo | Atleta         | Tempo        | Local          | Data                    |
| ---- | -------------- | ------------ | -------------- | ----------------------- |
|      | Choi Min-jeong | 2:14.354 min | Salt Lake City | 12 de novembro de 2016  |
|      | Zhou Yang      | 2:14.354 min | Vancouver      | 20 de fevereiro de 2010 |

## Resultados

### Eliminatórias
| Pos. | Bateria | Atleta                    | Tempo     | Notas |
| ---- | ------- | ------------------------- | --------- | ----- |
| 1    | 1       | ITA Arianna Fontana       | 2:28.494  | Q     |
| 2    | 1       | NED Jorien ter Mors       | 2:28.587  | Q     |
| 3    | 1       | JPN Sumire Kikuchi        | 2:29.665  | Q     |
| 4    | 1       | KAZ Kim Iong-a            | 2:29.875  |       |
| 5    | 1       | KOR Shim Suk-hee          | 2:39.984  |       |
| 7    | 1       | HUN Sára Bácskai          | 9:99.99 ! | PEN   |
| 1    | 2       | CHN Han Yutong            | 2:31.158  | Q     |
| 2    | 2       | CAN Marianne St-Gelais    | 2:31.274  | Q     |
| 3    | 2       | ITA Martina Valcepina     | 2:31.370  | Q     |
| 4    | 2       | GBR Kathryn Thomson       | 2:32.891  |       |
| 5    | 2       | GER Anna Seidel           | 2:56.976  | ADV   |
| 7    | 2       | USA Jessica Kooreman      | 9:99.99 ! | PEN   |
| 1    | 3       | NED Suzanne Schulting     | 2:27.730  | Q     |
| 2    | 3       | AUS Deanna Lockett        | 2:28.996  | Q     |
| 3    | 3       | GBR Charlotte Gilmartin   | 2:29.005  | Q     |
| 4    | 3       | CZE Michaela Sejpalová    | 2:30.012  |       |
| 5    | 3       | SIN Cheyenne Goh          | 2:36.971  |       |
| 7    | 3       | OAR Ekaterina Efremenkova | 9:99.99 ! | PEN   |
| 1    | 4       | KOR Kim A-lang            | 2:20.891  | Q     |
| 2    | 4       | CAN Kim Boutin            | 2:21.149  | Q     |
| 3    | 4       | FRA Véronique Pierron     | 2:22.119  | Q     |
| 4    | 4       | POL Magdalena Warakomska  | 2:23.693  |       |
| 7    | 4       | KAZ Anastassiya Krestova  | 9:99.99 ! | PEN   |
| 7    | 4       | JPN Yuki Kikuchi          | 9:99.99 ! | PEN   |
| 1    | 5       | GBR Elise Christie        | 2:29.316  | Q     |
| 2    | 5       | CHN Zhou Yang             | 2:29.587  | Q     |
| 3    | 5       | CAN Valérie Maltais       | 2:29.877  | Q     |
| 4    | 5       | FRA Tifany Huot-Marchand  | 2:29.996  |       |
| 5    | 5       | GER Bianca Walter         | 2:30.819  |       |
| 6    | 5       | USA Maame Biney           | 2:31.819  |       |
| 1    | 6       | KOR Choi Min-jeong        | 2:24.595  | Q     |
| 2    | 6       | HUN Petra Jászapáti       | 2:25.022  | Q     |
| 3    | 6       | CHN Li Jinyu              | 2:25.034  | Q     |
| 4    | 6       | OAR Sofia Prosvirnova     | 2:25.553  |       |
| 5    | 6       | USA Lana Gehring          | 2:27.336  |       |
| 6    | 6       | JPN Shione Kaminaga       | 2:28.719  |       |

### Semifinais
| Pos. | Bateria | Atleta                  | Tempo     | Notas |
| ---- | ------- | ----------------------- | --------- | ----- |
| 1    | 1       | KOR Kim A-lang          | 2:22.691  | QA    |
| 2    | 1       | CAN Kim Boutin          | 2:22.799  | QA    |
| 3    | 1       | CHN Han Yutong          | 2:22.826  | QB    |
| 4    | 1       | ITA Martina Valcepina   | 2:24.171  | QB    |
| 5    | 1       | FRA Veronique Pierron   | 2:28.023  |       |
| 6    | 1       | GER Anna Seidel         | 3:00.658  |       |
| 7    | 1       | CAN Marianne St-Gelais  | 9:99.99 ! | PEN   |
| 1    | 2       | NED Jorien ter Mors     | 2:34.385  | QA    |
| 2    | 2       | ITA Arianna Fontana     | 2:34.489  | QA    |
| 3    | 2       | JPN Sumire Kikuchi      | 2:34.526  | QB    |
| 4    | 2       | NED Suzanne Schulting   | 2:34.632  | QB    |
| 5    | 2       | GBR Charlotte Gilmartin | 3:00.691  |       |
| 6    | 2       | AUS Deanna Lockett      | 3:01.928  |       |
| 1    | 3       | KOR Choi Min-jeong      | 2:22.295  | QA    |
| 2    | 3       | HUN Petra Jászapáti     | 2:23.210  | QA    |
| 3    | 3       | CHN Zhou Yang           | 2:23.485  | QB    |
| 4    | 3       | CHN Li Jinyu            | 2:33.005  | ADVA  |
| 7    | 3       | CAN Valérie Maltais     | 9:99.99 ! | PEN   |
| 7    | 3       | GBR Elise Christie      | 9:99.99 ! | PEN   |

### Final B
| Pos. | Atleta                | Tempo     | Notas |
| ---- | --------------------- | --------- | ----- |
| 8    | CHN Zhou Yang         | 2:35.241  |       |
| 9    | CHN Han Yutong        | 2:36.548  |       |
| 10   | NED Suzanne Schulting | 2:37.163  |       |
| 11   | JPN Sumire Kikuchi    | 2:54.450  |       |
| 12   | ITA Martina Valcepina | 9:99.99 ! | PEN   |

### Final A
| Pos. | Atleta              | Tempo    | Notas |
| ---- | ------------------- | -------- | ----- |
| 1    | KOR Choi Min-jeong  | 2:24.948 |       |
| 2    | CHN Li Jinyu        | 2:25.703 |       |
| 3    | CAN Kim Boutin      | 2:25.834 |       |
| 4    | KOR Kim A-lang      | 2:25.941 |       |
| 5    | NED Jorien ter Mors | 2:25.955 |       |
| 6    | HUN Petra Jászapáti | 2:26.138 |       |
| 7    | ITA Arianna Fontana | 2:27.475 |       |

Legenda
| Recorde mundial      | Recorde mundial (World record)               |                       | Recorde africano                      | Recorde africano (African) |                                           | Q | Classificado por posição (Qualified) |
| Recorde olímpico     | Recorde olímpico (Olympic record)            | Recorde da América    | Recorde da América (Americas)         | q                          | Classificado por melhor tempo (Qualified) |   |                                      |
| Melhor marca do ano  | Melhor marca do ano (World leading)          | Recorde asiático      | Recorde asiático (Asian)              | DNS                        | Não largou (Did not start)                |   |                                      |
| Recorde nacional     | Recorde nacional (National record)           | Recorde europeu       | Recorde europeu (European)            | DNF                        | Não terminou (Did not finish)             |   |                                      |
| Recorde pessoal      | Recorde pessoal do atleta (Personal best)    | Recorde da Oceania    | Recorde da Oceania (Oceania)          | DSQ / DQ                   | Desclassificado (Disqualified)            |   |                                      |
| Recorde da temporada | Recorde da temporada do atleta (Season best) | Recorde sul-americano | Recorde sul-americano (South America) | NM                         | Sem marca (No mark)                       |   |                                      |

### Patinação de velocidade
| Recorde de pista | Recorde da pista (Track record)               |  |  |
| QA               | Classificado para a final A                   |  |  |
| QB               | Classificado para a final B                   |  |  |
| ADV              | Classificado após decisão arbitral (Advanced) |  |  |
| PEN              | Pênalti                                       |  |  |
| YC               | Cartão amarelo (Yellow Card)                  |  |  |